# 細川雅巳
細川 雅巳（ほそかわ まさみ、Masami Hosokawa）は、日本の漫画家。鳥取県岩美町出身。主に『週刊少年チャンピオン』誌上で作品を発表している。

## 作品リスト

### 漫画

#### 連載
※各個別についての詳細はそれぞれの項目を参照のこと。
- 星のブンガ（『週刊少年チャンピオン』2006年、単行本1巻以降刊行無し）
- THEフンドシ守護霊（『週刊少年チャンピオン』連載、単行本刊行無し）
- シュガーレス（『週刊少年チャンピオン』2010年8号 - 2013年19号、単行本全18巻）
- 錻力のアーチスト（『週刊少年チャンピオン』2013年41号 - 2016年27号、単行本全14巻）
- HiGH&LOW（『別冊少年チャンピオン』、2015年10月号にプレ連載掲載、2015年11月号 - 2016年10月号、単行本全3巻） - テレビドラマのコミカライズ
- 逃亡者エリオ（『週刊少年チャンピオン』2019年34号 - 2020年27号、単行本全5巻）

#### 読み切り
- 埋葬虫（『週刊少年チャンピオン』、2話読み切り）
- SAME KIND（『週刊少年チャンピオン』2018年35号収録）